# Cynoglossus cynoglossus
Cá bơn dẹp (Danh pháp khoa học: Cynoglossus cynoglossus) là một loài cá trong họ cá lưỡi trâu. Chúng thông thường được tìm thấy ở vùng biển Ấn Độ Dương, đặc biệt là các vùng nước lợ và ngập bùn cũng như dưới đáy cát của bờ biển Ấn Độ, Miến Điện và Bangladesh. Thức ăn của chúng là các loài động vật không xương sống.

## Đặc điểm
Cá bơn dẹp có thân hình lưỡi dài hai mắt ở hai bên trái của thân và cách nhau với một khoảng cách hẹp, bên có mắt có màu nâu xám với 7-11 sọc đen chạy ngang thân, trên đầu có một số sọ nhỏ, mờ, bên mù thân màu trắng. Chúng có mút mõm tròn, móc mõm ngắn, hàm trên có dạng móc câu, ngọn của móc câu nằm ở phía trước bờ sau của mắt sau.
Góc miệng không kéo dài đến bờ sau ở mắt dưới và gần mút mõm hơn khe mang, môi trơn, hai mắt nhỏ, hai lỗ mũi nằm ở phía trái của đầu, lỗ mũi trước ở trước mặt với rạch miệng và mở ra bằng 1 ống nhỏ, lỗ mũi sau nằm giữa 2 mắt, lỗ mang 2 bên phải, trái nối với nhau ở rạch bụng.
Vây lưng bắt đầu từ mút mõm, vây hậu môn bắt đầu từ phía sau hậu môn, phía sau vây bụng, cả hai vây này nối liền với vây đuôi, vây bụng chỉ còn 1 vây bên trái sát ngay sau chỗ nối của 2 lỗ mang và cách vây hậu môn 1 khoảng hẹp, vây đuôi tròn. Vẩy lược nhỏ, phủ khắp thân và đầu, phía bên mắt có 2 đường bên, cách nhau khoảng 11-13 hàng vẩy, phía bên mù không có đường bên, chỉ có 1 khe giữa thân nhưng không có ống cảm giác. 